# Basilio Lami Dozo
Basilio Arturo Ignacio Lami Dozo (Santiago del Estero, 1 de febrero de 1929-José C. Paz, 1 de febrero de 2017) fue un militar argentino perteneciente a la Fuerza Aérea Argentina, integró la tercera Junta Militar de Gobierno que gobernó el país entre 1981 y 1982 junto con Leopoldo Fortunato Galtieri y Jorge Isaac Anaya durante la dictadura autodenominada Proceso de Reorganización Nacional. Fue el comandante de la Fuerza Aérea durante la guerra de las Malvinas.

## Biografía

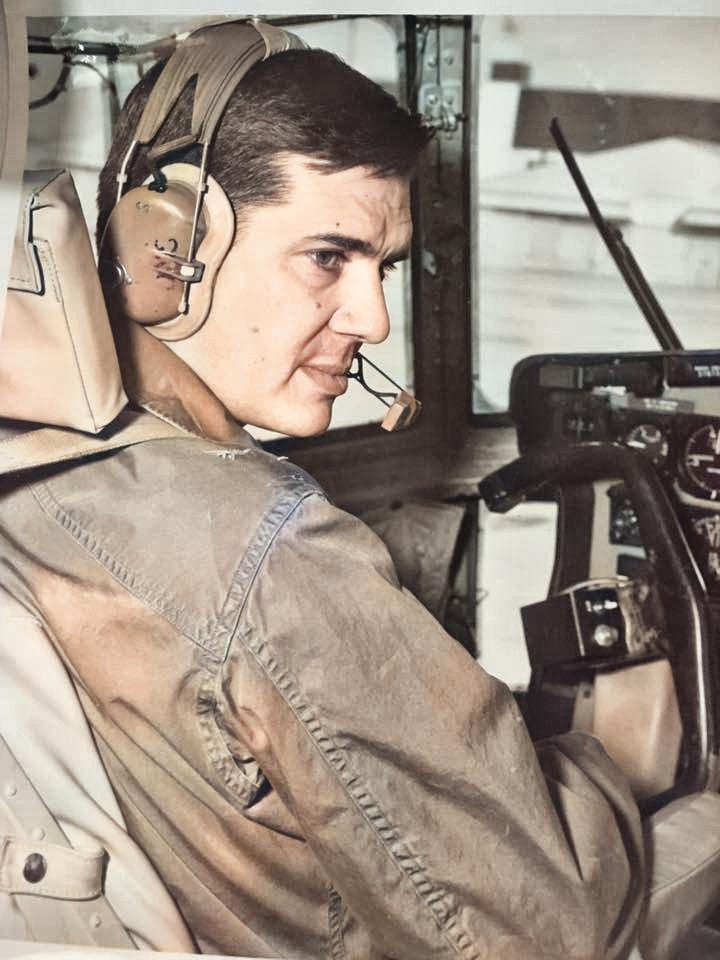
A bordo de un C-130 Hercules.

Basilio Arturo Ignacio Lami Dozo nació en el seno de una tradicional familia de Santiago del Estero descendiente de inmigrantes sirios y libaneses que llegaron a la República Argentina antes de la desaparición del Imperio Otomano luego de la finalización de la Primera Guerra Mundial.

### Carrera
En marzo de 1976, Lami Dozo participó del golpe de Estado del 24 de marzo. Junto a José Rogelio Villarreal y Pedro Santamaría arrestó a la presidenta María Estela Martínez de Perón en el Aeroparque Jorge Newbery.

### Comandante de la Fuerza Aérea
Fue ascendido a brigadier general y nombrado comandante de la Fuerza Aérea Argentina el jueves 17 de diciembre de 1981, cuando el brigadier general Omar Domingo Rubens Graffigna decidió adelantar la entrega de la comandancia de la aeronáutica un mes antes de lo estipulado.
En el día viernes 17 de agosto de 1982, una vez consumada la derrota militar argentina en la guerra de las Malvinas, Basilio Lami Dozo decidió pasar a retiro y nombrar como titular de la Fuerza Aérea al brigadier mayor Augusto Jorge Hughes, quien inmediatamente ascendió a brigadier general.

#### Guerra de las Malvinas
A principios de junio de 1982 y según un exintegrante de la FAA, Alex Taylor, el comandante en jefe Lami Dozo estaba furioso con sus pares Galtieri y Anaya apreciando que la FAA se estaba destruyendo en la guerra debido a la inacción del Ejército Argentino (a cargo de Galtieri) y el repliegue de los buques de la Armada Argentina (comandada por Anaya) hacia la costa continental tras el incremento de la presencia naval británica.

Me están haciendo perder aviones por lo que debería ser una acción estrictamente de infantería.

### Juicios

#### Durante el Juicio a las Juntas
En 1985, fue uno de los enjuiciados durante el Juicio a las Juntas Militares por haber integrado una de las Juntas (la tercera) y se lo acusó de 239 secuestros. Resultó absuelto de culpas y cargos en su contra.

#### Enjuiciamiento por la guerra de las Malvinas
En 1986 fue condenado por un tribunal de Justicia Militar a cumplir ocho años de prisión en el juicio por responsabilidades penales de la Junta Militar de Gobierno durante la guerra de las Malvinas. Sin embargo, en 1990, fue indultado por el presidente Carlos Saúl Menem. Tanto Galtieri, como Lami Dozo y Anaya conservaron su grado militar.

### Pedido de extradición de España
En 2003, la justicia española realizó un pedido de extradición para que Basilio Lami Dozo y otros militares pudieran ser juzgados en España por varios crímenes de lesa humanidad cometidos durante el autodenominado Proceso de Reorganización Nacional. De todas maneras el gobierno de José María Aznar consideró inapropiado el pedido de la justicia española, pero, en 2005, el Tribunal Supremo de España anuló esa decisión y ordenó tramitar la extradición.

### Fallecimiento
El brigadier general retirado Basilio Lami Dozo falleció en el día de su cumpleaños número 88, tras padecer una grave enfermedad, según comunicaron fuentes castrenses.